# Eduard Welter
Eduard Welter (* 8. März 1900 in Jägersfreude; † 16. März 1979 in Saarbrücken) war ein deutscher Widerstandskämpfer gegen den Nationalsozialismus und anschließend saarländischer Vorsitzender des Gewerkschaftsvorläufers Industrieverband Eisenbahn.

## Leben und politisches Wirken
Nach der Volksschule arbeitete Welter auf der Grube Jägersfreude. Anschließend wurde er Eisenbahner und trat 1925 der KPD bei. Er stieg rasch auf und wurde Obmann des Arbeiterausschusses und Leiter der Parteizelle des Saarbrücker Rangierbahnhofes sowie Bezirksfraktionsleiter. In Dudweiler wurde er in den Gemeinderat gewählt. 1929 wurde er zudem als Delegierter aus dem Saargebiet in die Reichsleitung der Revolutionären Gewerkschafts-Opposition (RGO) gewählt. Im August 1931 wurde Welter aus politischen Gründen entlassen und trat hauptamtlich in die Dienste der Partei.
1933 begann sich Welter im illegalen antifaschistischen Widerstand gegen das Deutsche Reich zu engagieren. Er übernahm außerdem die Bezirksleitung der Roten Hilfe. Im Abstimmungskampf um das Saargebiet hielt er sich im Hintergrund. Nach der Rückgliederung (durch die Saarabstimmung) verdiente er sich seinen Lebensunterhalt als Handelsvertreter. Seine Arbeit nutzte er aus, um aktiv eine illegale KPD aufzubauen. Nachdem seine Genossen am 2. und 3. August 1935 verhaftet wurden, wurde auch sein Name genannt. Er wurde in der Nacht vom 6. auf den 7. September von der Gestapo verhaftet und drei Tage lang gefoltert. Er wurde jedoch freigelassen, da bei einer Hausdurchsuchung kein belastendes Material gefunden wurde und seine Ehefrau für ihn positiv aussagte.
Gemeinsam mit seinem Bruder Josef Welter emigrierte er schließlich nach Paris, wo er ab 1937 in einer Druckerei arbeitete. 1940 meldete er sich freiwillig zur französischen Armee, wurde jedoch bereits im Januar 1941 demobilisiert. Anschließend setzte er sich in den unbesetzten Teil Frankreichs ab. Dort knüpfte er Verbindungen zur Résistance und übersetzte Flugblätter, nahm aber nicht am bewaffneten Kampf teil.
Nach dem Zweiten Weltkrieg arbeitete er zunächst in Paris als Drucker, kehrte dann aber zurück nach Dudweiler, wo er stellvertretender Präsident der Einheitsgewerkschaft wurde und sich in der Kommunistischen Partei (KP) engagierte. Er geriet jedoch in Konflikt mit der Leitung und wurde 1947 aus der Partei ausgeschlossen. Bis 1949 blieb Welter im Vorstand der Einheitsgewerkschaft. Neue politische Heimat wurde die Sozialdemokratische Partei des Saarlandes (SPS). Anschließend war er bis 1955 Vorsitzender des Industrieverbands Eisenbahn. Nach dem Referendum 1955 und dem Anschluss des Saarlandes an die Bundesrepublik Deutschland baute er sich eine Existenz als Versicherungskaufmann auf.